# Fakultet za menadžment Herceg Novi
Fakultet za menadžment Herceg-Novi, 
Zemunska 143, Meljine,
Crna Gora

## Istorijat
Fakultet za menadžment je dobio početnu akreditaciju osnovnih studija od strane Savjeta za visoko obrazovanje 2009. godine. Reakreditaciju osnovnih studija je dobio 2012. Akreditaciju postdiplomskih specijalističkih studija je dobio iste godine, kao i akreditaciju postdiplomskih magistarskih studija Licencu od Ministarstva prosvjete i nauke Fakultet za menadžment je dobio 12. maja 2009. godine. Ministarstvo nauke je donijelo 24. novembra 2011. godine Rješenje o izdavanju Licence za rad naučnoistraživačkoj ustanovi, Fakultetu za menadžment, samostalnoj ustanovi visokog obrazovanja, sa sjedištem u Herceg Novom, za obavljanje naučnoistraživačke djelatnosti iz oblasti društvenih nauka.

## Savremeni koncept nastave i struktura nastavnog plana
Savremeni nastavni planovi i programi su bazirani na dosljednoj promjeni Bolonjske deklaracije, odnosno ECTS sistema (European Credit Transfer System).
Ukupan broj ECTS bodova po semestru je 30, po godini 60. Ukupno za 3 godine osnovih studija 180 ECTS bodova.Predmeti su jednosemestralni. Ukupno opterećenje studenata po svim vidovima angažovanja ne prelazi 900 časova po semstru, odnosno 40 časova po nedjelji. Sedični fond časova predavanja i vježbi je do 20 časova. Na završnoj godini osnovnih studija postoji praktična obuka studenata. Pristustvo predavanjima, vježbama i aktivnost na nastavi i konsultacijama, predispitne provjere znanja (eseji, kolokvijumi, testovi, seminarski radovi)donose najmanje 51% ukupnog broja poena. Završni ispiti maksimalno 49%.Za prelaznu ocjenu potrebno je 51%.
Plan i program osnovnih i postdiplomskih studija su koncipirani poput programa vodećih fakulteta za menadžment, kao što su University St Andrews, University of Leicester, Sauthampton University, Harwerd Business School, La Sapienza Rome.Prve dvije godine osnovnih studija su zajedničke, a usmjerenja su na trećoj godini.

## Osnovne studije
Fakultet za menadžment u Herceg Novom počeo je sa radom školske 2009/2010 g. i upisom u I godinu studija. Po završenim trogodišnjim studijama student stiče visoko obrazovanje i diplomu akademskih osnovnih studija menadžmenta kao i dodatak diplomi. Fakultet se nalazi u poslovnoj zgradi u Meljinama, i raspolaže sa moderno opremljenim salama, najsavremenijim računarskim centrom, kabinetima i bibliotekom sa čitaonicom.
U okviru programa Fakulteta za menadžment, tj. osnovnih akademskih studija postoje četiri smjera:
- Turizam i hotelijerstvo

Ključni ciljevi programa se ogledaju u pružanju znanja studentima u oblasti turističkog, hotelijerskog i agencijskog menadžmenta.
- Finansije, računovodstvo i bankarstvo

Cilj programa se ogleda u obrazovanju studenata u domenu finansija, računovodstva i bankarstva (banke, finansijske uslužne kompanije).
- Porezi, carine i osiguranje

Ponuđeni nastavni planovi i programi obrazuju kompetentne stručnjake za rad u oblasti poreza, carina i osiguranja.
- Poslovna informatika i elektronski biznis

Menadžment u poslovnoj informatici ima izuzetno velikog značaja u vremenu kada se odvija elektronsko bankarstvo i kada je poslovanje bazirano na primjeni poslovnih informacionih sistema. Ovakav tip poslovanja omogućava brzu i efikasnu obradu informacija, obavljanje svih bezgotovinskih transakcija preko sopstvenog računara, promet, slanja i prijem poruka od banke, uz obavezu adekvatnu zaštitu transakcijua putem javnih i tajnih ključeva.
Po završenim studijama student stiče fakultetsko akademsko obrazovanje i diplomu Bačelor menadžmenta (B.Sci) za odgovarajući smjer.

## Specijalističke studije
Na Fakultetu za menadžment u Herceg Novom akreditovane su Postdiplomske specijalističke studije “Poslovni menadžment” u trajanju od 1 godine (60 ECTS kredita), koje mogu upisati studenti koji imaju 180 ECTS kredita.
Pravo upisa
Pravo upisa na postdiplomske specijalističke studije Fakulteta za menadžment u Herceg Novom, u jednogodišnjem trajanju sa 60 ECTS kredita, imaju kandidati koji su završili trogodišnje osnovne studije (Fakultet) kao i kandidati čije se školovanje može vrednovati sa 180 ECTS kredita.
Upis i studiranje se vrši u skladu sa pravilima studiranja na postdiplomskim studijama Fakulteta za menadžment u Herceg Novom.
Dokumenta za upis
Dokumenta koja su potrebna da bi se kandidat upisao na postdiplomske specijalističke studije Fakulteta za menadžment Herceg Novi su: 
Diploma o završenom Fakultetu, kopija lične karte, dvije fotografije

## Magistarske studije
Na Fakultetu za menadžment u Herceg Novom akreditovane su Postdiplomske magistarske studije “Poslovni menadžment” u trajanju od 1 godine (60 ECTS kredita), koje mogu upisati studenti koji imaju 240 ECT kredita.
Pravo upisa
Pravo upisa na postdiplomske magistarske studije Fakulteta za menadžment u Herceg Novom, u jednogodišnjem trajanju sa 60 ECTS kredita, imaju kandidati koji su završili specijalističke postdiplomske studije kao i kandidati čije se školovanje može vrednovati sa 240 ECTS kredita (četvorogodišnje studije).
Upis i studiranje se vrši u skladu sa pravilima studiranja na postdiplomskim studijama Fakulteta za menadžment u Herceg Novom.
Dokumenta za upis
Dokumenta koja su potrebna da bi se kandidat upisao na postdiplomske magistarske studije Fakulteta za menadžment Herceg Novi su: 
Diploma o završenim specijalističkim, odnosno četvorogodišnjim studijama, kopija lične karte, dvije fotografije

## Preporuke
Sa zadovoljstvom vam čestitam na inicijativi da kreirate tako izuzetan Fakultet koji će odgovoriti mnogobrojnim zahtjevima. Po mom mišljenju, zasnovanom na mom internacionalnom predavačkom iskustvu, predloženi Studijski programi, su dizajnirani u skladu sa internacionalnim standardima. Korišćenje ECTS sistema je takodje potvrda primjene zahtjeva Bolonjskog Procesa. Imate punu podršku moje institucije i mene lično za jedan tako dragocjen projekat, kao i spremnost za saradnju.
Prof. Dr Riczard Lawniczak, Rektor Univerziteta Ekonomije – Poznan
Predloženi kurikulum za prve dvije godine sa četiri Studijska programa na trećoj godini je veoma dobro koncipiran i daje studentima teorijska, kao i praktična znanja i vještine u specifičnim oblastima menadžmenta u skladu sa najvišim medjunarodnim standardima. Uvjeravam Vas da ćemo moja institucija i ja dati doprinos u predavačkim i istraživačkim aktivnostima Fakulteta za menadžment u Herceg Novom, kao i doprinos njegovom razvoju.
Prof. Dr Giuseppe Sancetta Univerzitet „La Sapienza“, Rim, Italija
Nastavni planovi i programi su kvalitetni i savremeni, metodološki dobro dizajnirani obezbjeđujući relevantno znanje u navedenim oblastima. Kurikulumi su u skladu sa Bolonjskom konvencijom i daju svršenim studentima mogućnost zapošljavanja u zemlji i u inostranstvu.
Prof. dr Vincenzo Sanguigni Univerzitet „La Sapienza“, Rim, Italija

## Spoljašnje veze
- Zvanični vebsajt